# Badische Aktenheftung

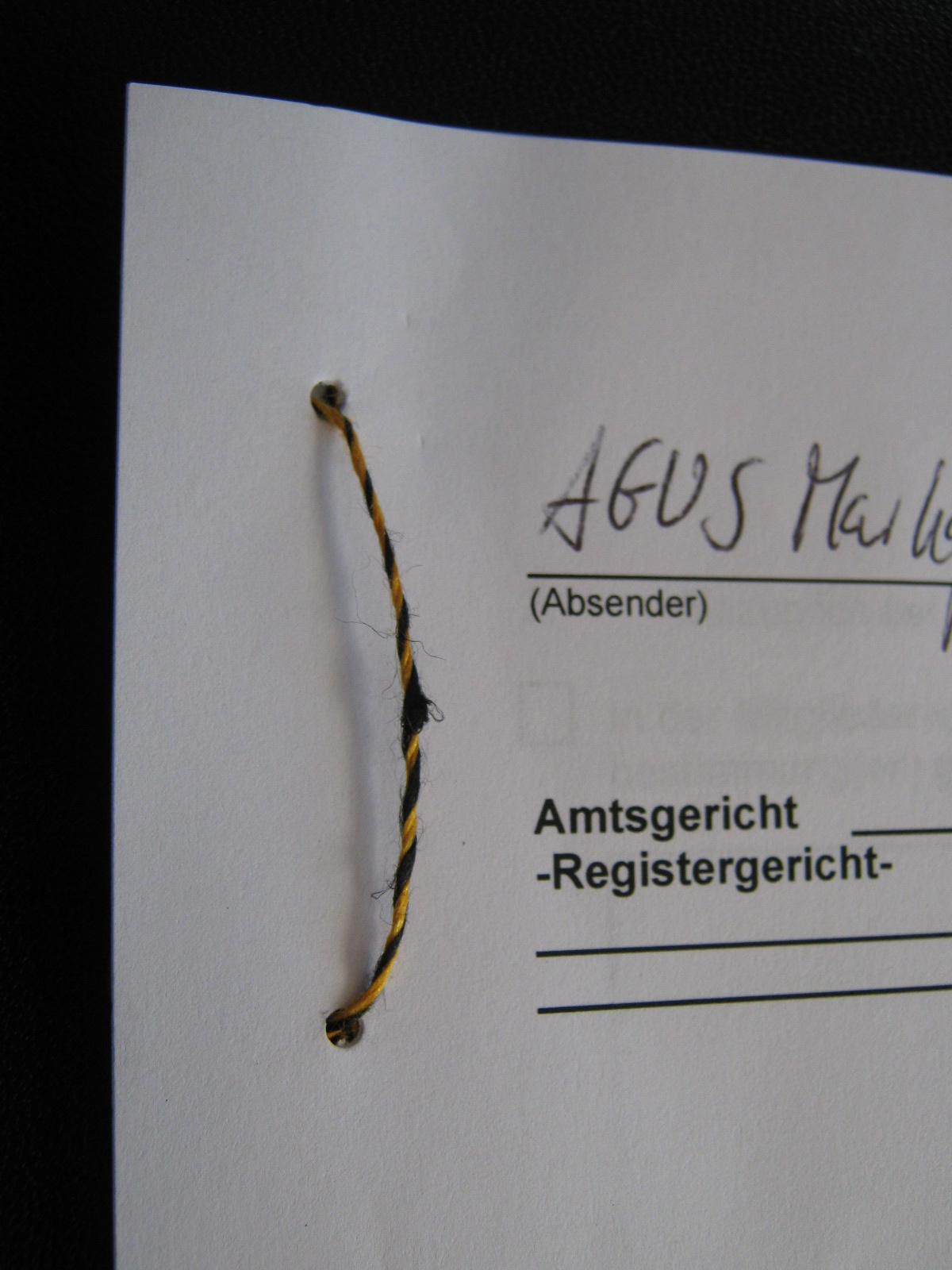
Beispiel einer Badischen Lochung an einem mit einer Aktenschnur gebundenen Dokument

Die Badische Aktenheftung (auch Badische Oberrandheftung oder Badische Lochung) ist ein in der badischen Verwaltung und Justiz angewandtes Verfahren, umfangreiche Akten ohne die Verwendung von Aktenordnern zu binden. Nachweislich wird sie seit der Reform des badischen Archivwesens durch den Geheimen Rat Nikolaus Brauer angewandt. Sie ist in der von Brauer erarbeiteten Archivordnung und Behördeninstruktion des Markgrafen Carl Friedrich zu Baden und Hochberg aus dem Jahre 1801 beschrieben, wurde aber wahrscheinlich schon lange zuvor angewandt.

## Verbreitung
Aufgrund der praktischen Vorzüge und der geringen Materialkosten hat sich die badische Heftung insbesondere bei Staatsanwaltschaften und Gerichten im Bezirk des Oberlandesgerichts Karlsruhe (der etwa der ehemaligen Republik Baden entspricht), beim Generallandesarchiv Karlsruhe, beim Verwaltungsgericht Sigmaringen (ehemalige Hohenzollernsche Lande) und in bestimmten Bereichen des baden-württembergischen Justizministeriums erhalten. Auch die Archive der Badischen Landeskirche arbeiten mitunter auf diese Weise, ferner das Kirchengericht der Erzdiözese Freiburg, sowie in einer Abwandlung hinsichtlich der Lochgröße das Kirchengericht der Diözese Rottenburg-Stuttgart.

## Verfahren
Es kommen zwei Knoten zum Einsatz, der Bearbeitungs- bzw. Lese- und der Ablageknoten:
- Zum Lagern wird der Ablageknoten geknüpft. Er sitzt eng an den Papieren und die Fadenenden werden zum platzsparenden Lagern der Bündel zwischen die Blätter geklemmt.
- Zum Lesen und Bearbeiten wird die Schlaufe lockerer gebunden: So lassen sich die zusammengehefteten Seiten entlang der Schnur voll umschlagen, ohne dass die Akte wie in einem Schnellhefter zusammenklappt.

Die betreffenden Seiten werden mit einem speziellen Locher links oben zweifach gelocht. Die Löcher haben einen Durchmesser von ca. 2,5 mm und einen Abstand von 43 mm. Der Abstand zum Rand beträgt 15 mm, der zur Oberkante 20 mm. Zwischen gelochten Kartondeckel und -boden gelegt, werden die Aktenseiten mit einem Aktenstichel oder Aktenstecher auf eine Aktenschnur gefädelt. Dann werden die beiden Enden auf dem rückseitigen Aktendeckel zu einem auf Slip gelegten Kreuzknoten gebunden.
Die Entnahme oder das Hinzufügen von Blättern ist nur am Aktenende möglich. Hierzu muss der Knoten geöffnet werden. Soll ein Blatt an anderer Stelle entnommen oder eingeheftet werden, müssen alle Blätter bis zu dieser Stelle entnommen und anschließend neu eingeheftet werden.
Der Leseknoten ist ein Sackstich, der in einiger Entfernung vom Aktendeckel geknüpft wird.

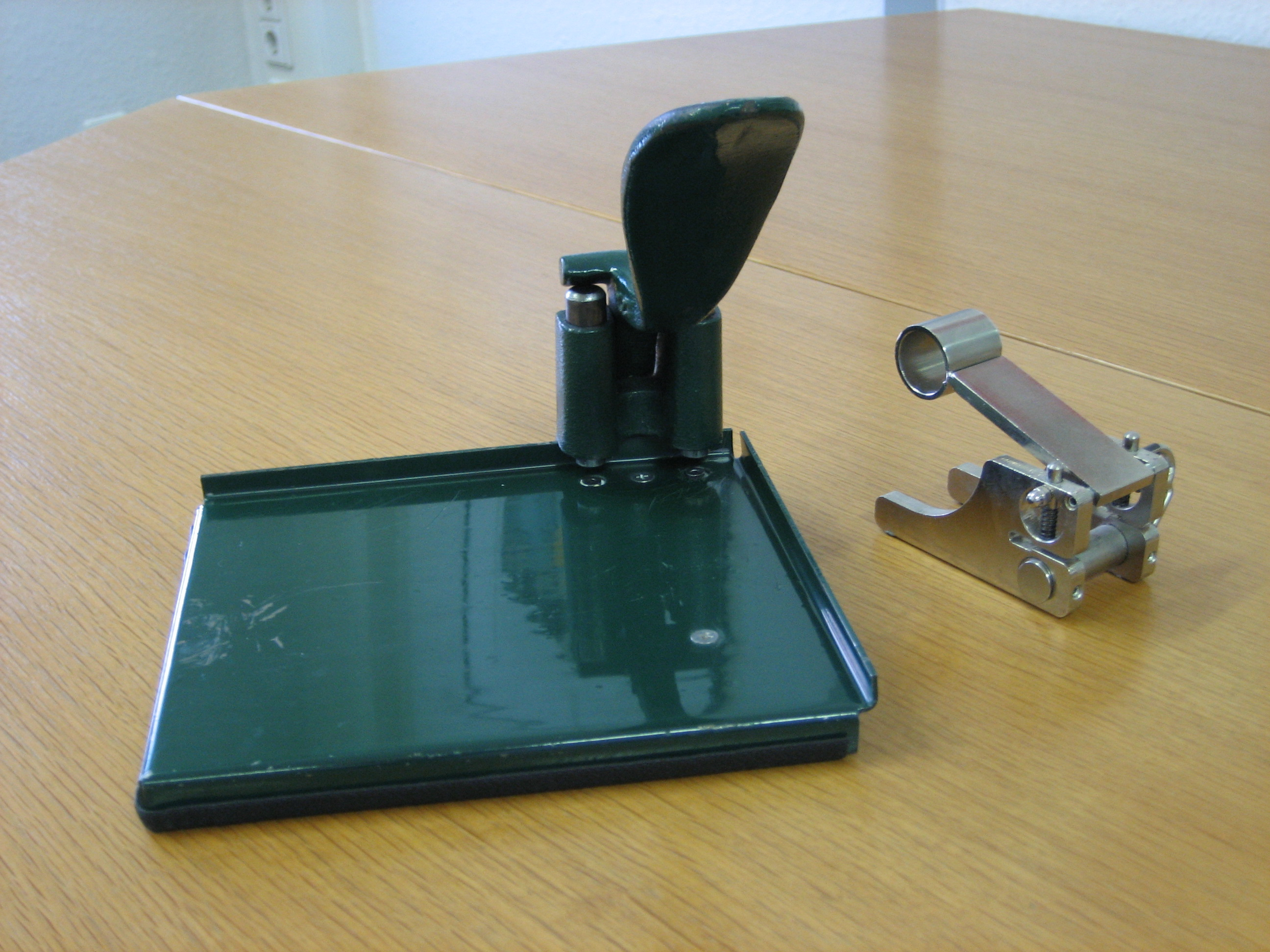
Badischer Aktenlocher
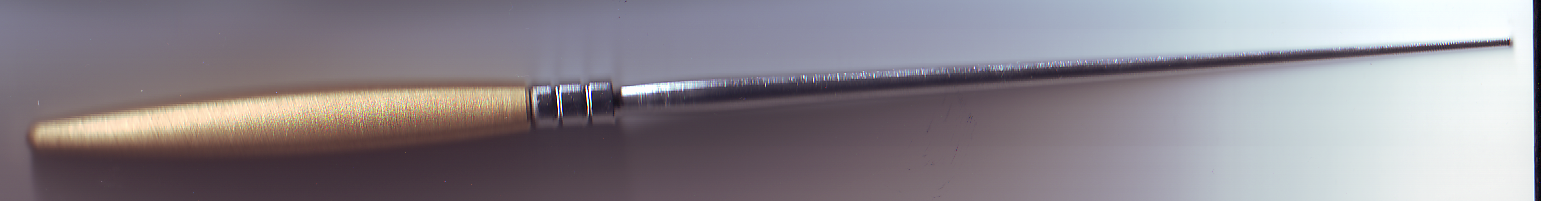
Aktenstecher als Fädelhilfe
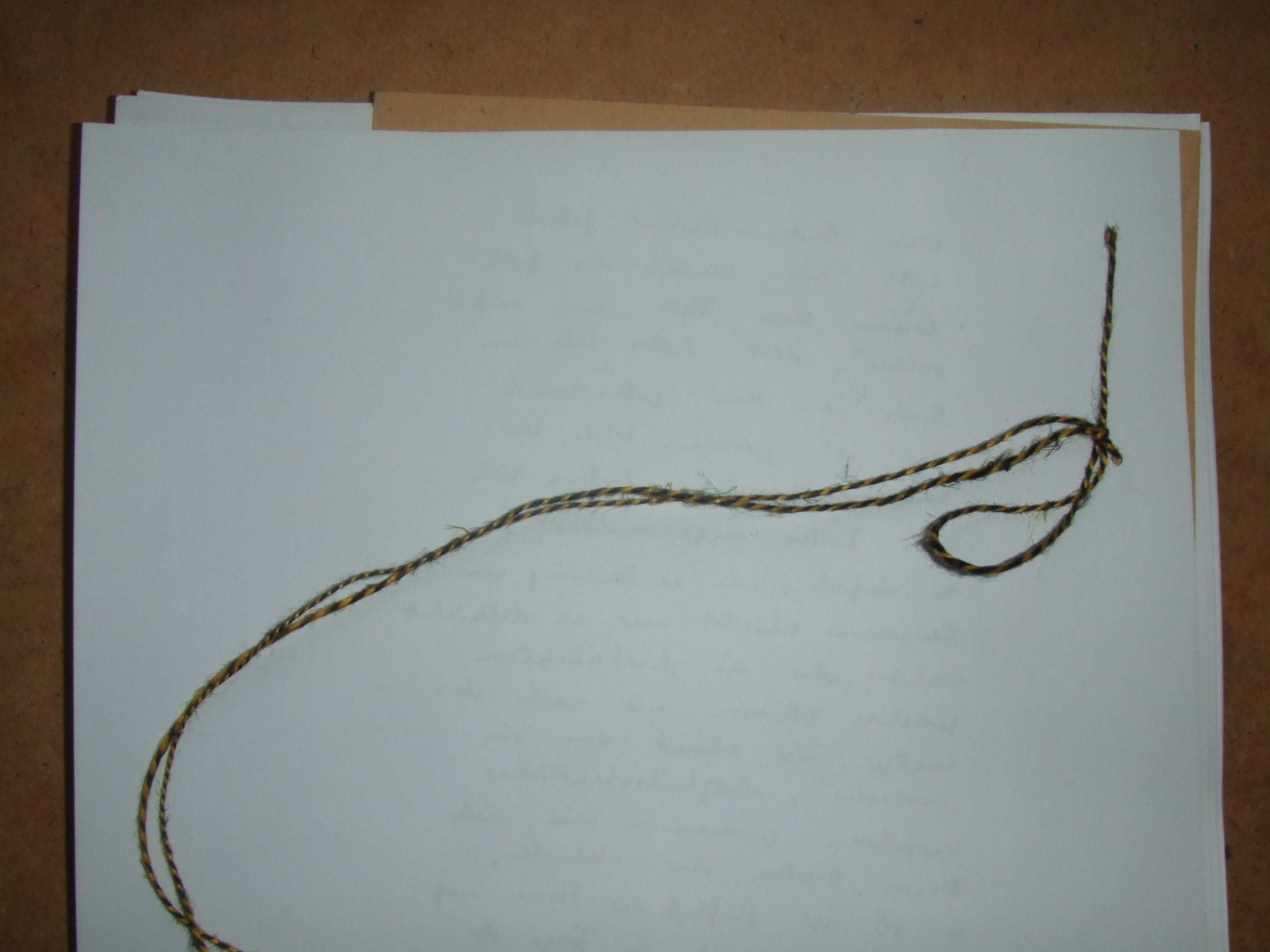
Badischer Aktenknoten
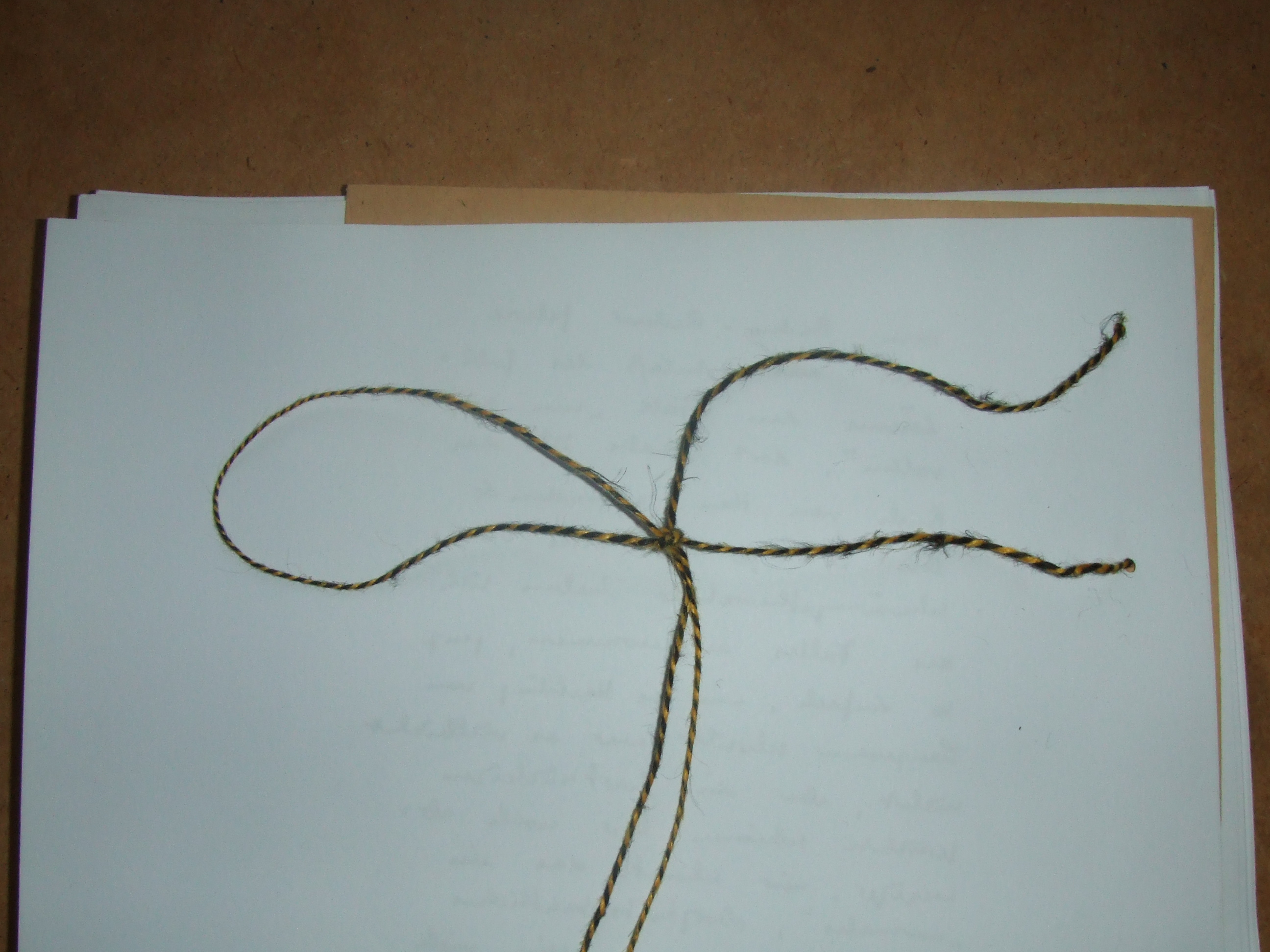
Leseknoten zum Aktenblätter-Umblättern
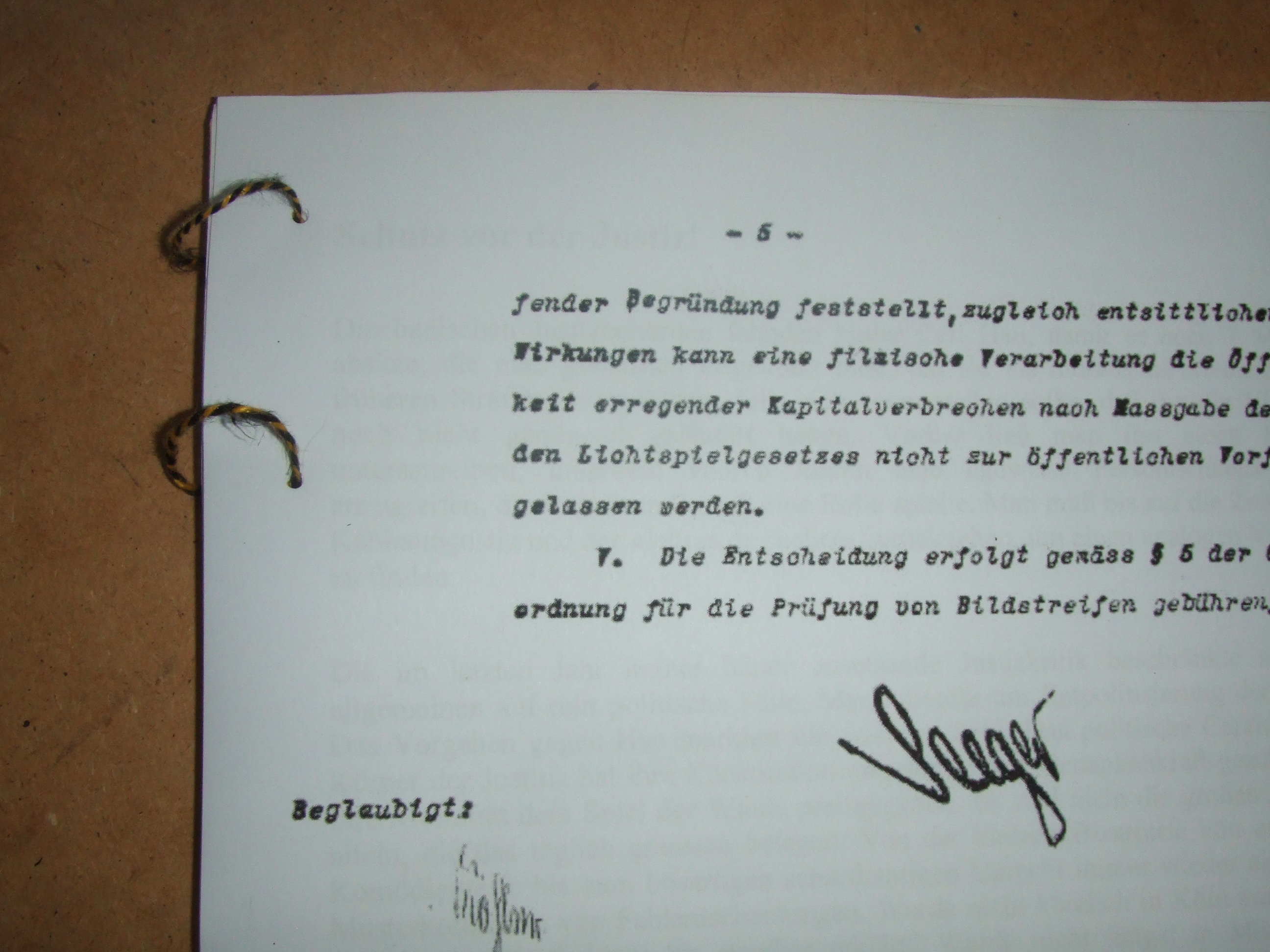
Umgeschlagene Seite

## Vorteile
Bei der badischen Aktenlochung fallen keine unter Umständen rostende und zur Vermeidung von weiteren Schäden zu entfernende Heftklammern an, und es müssen entsprechende Akten nicht aus Ordnern geholt werden.
Badisch geheftete Akten werden nicht wie Aktenordner stehend, sondern flach liegend aufbewahrt; mehrere Akten können aufeinander gestapelt werden. Im Aktenschrank wird damit nur der Platz verbraucht, den die Akten tatsächlich darstellen. Durch die flache Lagerung nehmen die Akten auch bei längerer Archivierung nur wenig Schaden.
Beim Bearbeitungs- bzw. Leseknoten können der linke Seitenrand und der rechte Rand der entsprechenden Blattrückseiten problemlos gelesen werden und die Bearbeitenden können die Akte so aufschlagen, dass die wichtige Seite oben liegt. Darüber hinaus können die gelesenen Seiten glatt nach hinten umgeschlagen und die Akte kann ohne weiteres Blättern mit der wichtigen Seite nach oben weitergereicht werden. Im Gegensatz zu Aktenordnern lassen sich die Blätter also um 360° nach hinten klappen, sodass auch die aufgeklappte Akte etwa bei der Verlesung einer Anklageschrift bequem in einer Hand gehalten werden kann.

## Werkzeug
Badische Aktenlocher wurden zumindest bis 2007 von einem Mechanikermeister in Ettlingen hergestellt, der inzwischen seine Werkstatt aufgegeben hat. Die Fertigung wurde von den Gefängniswerkstätten der JVA Mannheim übernommen, die auch Aktenstecher fertigt. Badische Aktenstecher, Aktenschnüre und Aktenlocher sind in Karlsruhe im Büro-Fachhandel erhältlich. Aktenstecher und Aktenlocher können auch über das Vollzugliche Arbeitswesen bezogen werden.

## Rechtsgrundlagen
In der Anweisung für die Verwaltung des Schriftguts bei den Geschäftsstellen der Gerichte und Staatsanwaltschaften des Justizministeriums Baden-Württemberg heißt es bei den Zusatzbestimmungen unter II. 12.:
„Die früheren badischen (Erlass des Ministers des Kultus, des Unterrichts und der Justiz vom 1. Dezember 1934 Nr. J 601 20, Bad. JMBl. S. 281), württembergischen (Verordnung des Justizministeriums vom 17. Dezember 1934, Amtsblatt S. 273) und hohenzollerischen Zusatzbestimmungen zur Aktenordnung (AV d. RJM vom 28. November 1934, Deutsche Justiz S. 1492) werden aufgehoben. Bezüglich der Verfahrensakten im Oberlandesgerichtsbezirk Karlsruhe verbleibt es jedoch bis auf weiteres bei dem seitherigen Heftsystem (vgl. Nr. 3 der früheren badischen Zusatzbestimmungen aaO).“
Die hier in Bezug genommene Nr. 3 des Erlasses des Ministers des Kultus, des Unterrichts und der Justiz vom 1. Dezember 1934 Nr. J 601 20, Bad. JMBl. S. 281 lautet:
„Das Ordnen und das Heften der Akten hat nach den Bestimmungen in den §§ 29 und 30 der Registraturordnung zu erfolgen. Die Aufschriften auf den Aktendecken haben den eingeführten Vordrucken zu entsprechen; sie sind handschriftlich anzubringen.“
Die Instructiv-Verordnung die Geschäftsformen bei den Untergerichten (Aemtern) betreffend vom 19. März 1829, RegBl. S. 45, schreibt in ihrem § 10 vor:
„Alle auf einen Gegenstand Bezug habenden Protokolle, Aktenstücke und Beilagen sind nach der Zeitfolge zu ordnen und zu stechen.“

## Zukunft
Die Digitalisierung mit der Einführung der elektronischen Akte wird zumindest in der Justiz zum Aussterben des Badischen Aktenknotens führen.